# Bilancia

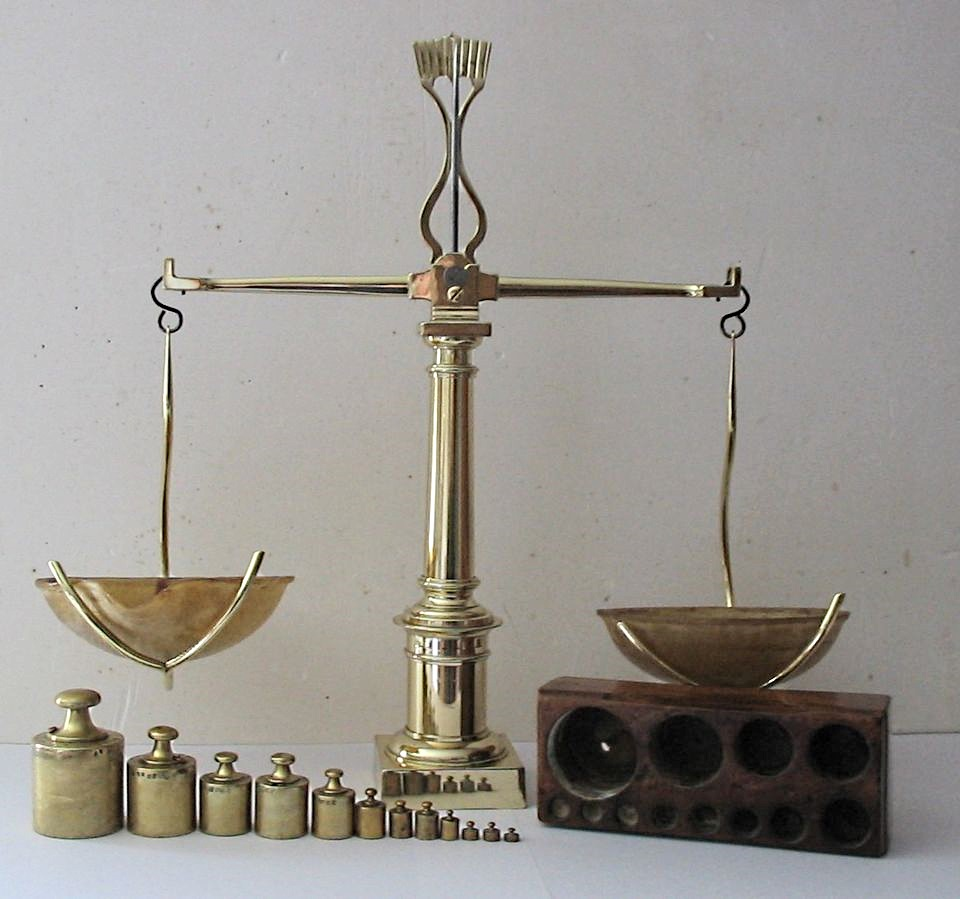
Bilancia del XIX secolo

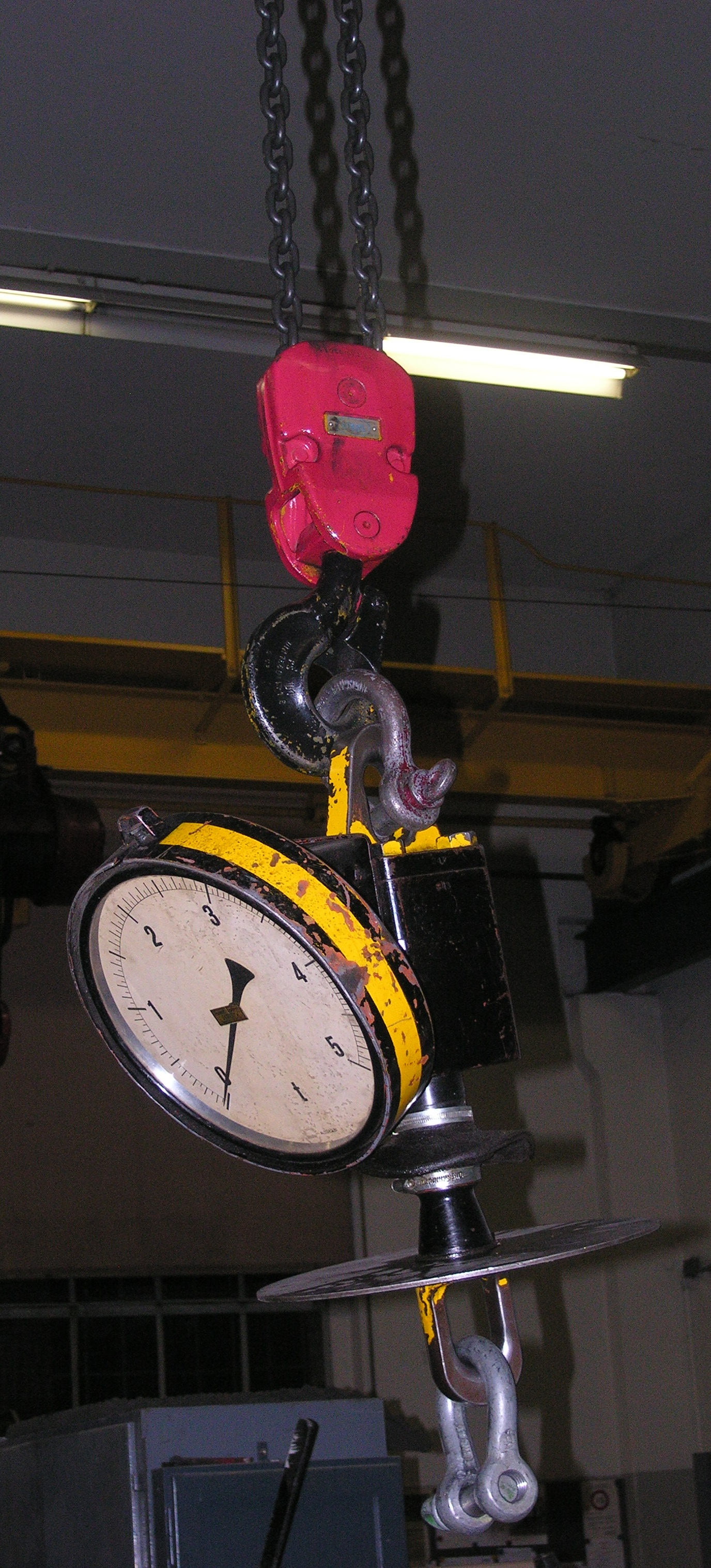
Bilancia da 5 t, installata nel braccio di una gru

Una bilancia di misura (normalmente detta "bilancia") è uno strumento per la misura della massa di un oggetto.

## Tipologie

### Bilancia
Una bilancia (anche detta bilancia graduata o bilancia da laboratorio) è utilizzata per la misura della massa di un oggetto. Nella sua accezione standard, questo tipo di strumento di misura confronta l'oggetto, posizionato in uno dei piatti di misura, e sospeso tramite una leva, con una massa di riferimento o combinazione di masse nel piatto opposto (peso di riferimento). Per pesare un oggetto nel piatto di misura, una serie di pesi standard viene aggiunta al piatto di riferimento finché il braccio si trova il più possibile vicino alla sua posizione di equilibrio meccanico. A questo punto un cursore (normalmente presente) viene mosso lungo il braccio o parallelamente a questo, fino al raggiungimento di un equilibrio ancora più preciso. Tale cursore consente la correzione della massa di riferimento in modo molto più preciso.

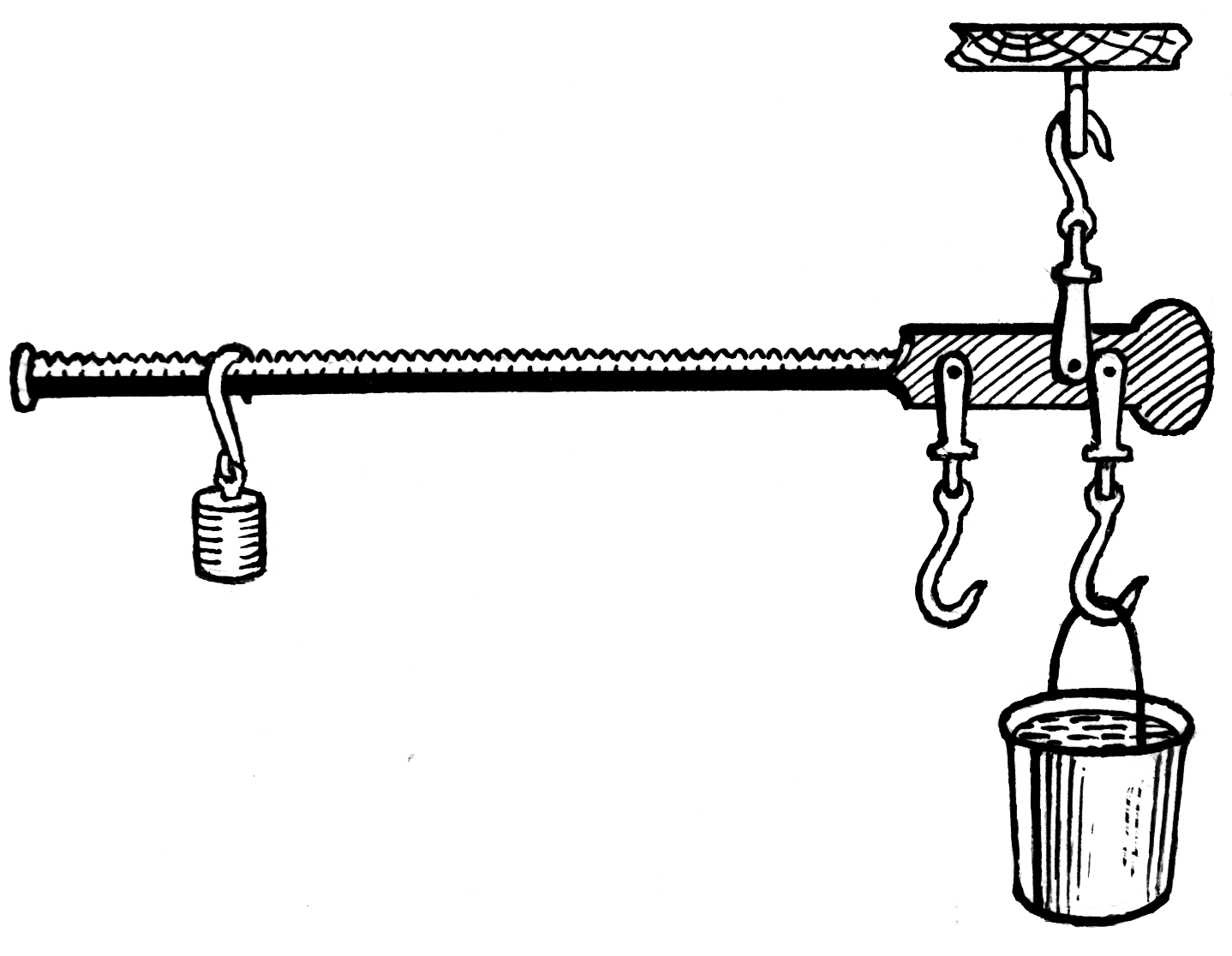
Bilancia a stadera

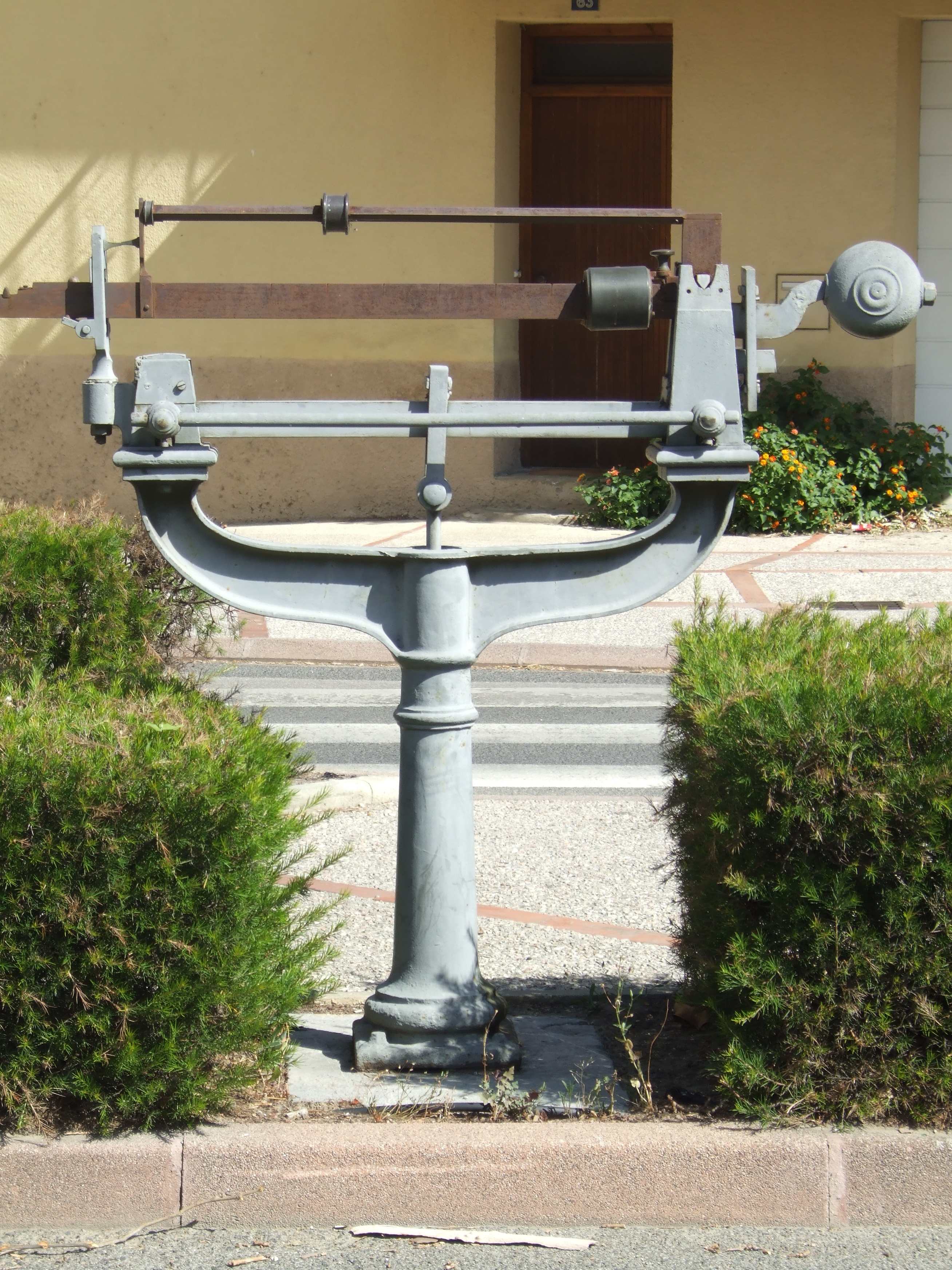
Pesa pubblica di Néfiach (Pirenei Orientali, Francia) rimasta come elemento ornamentale

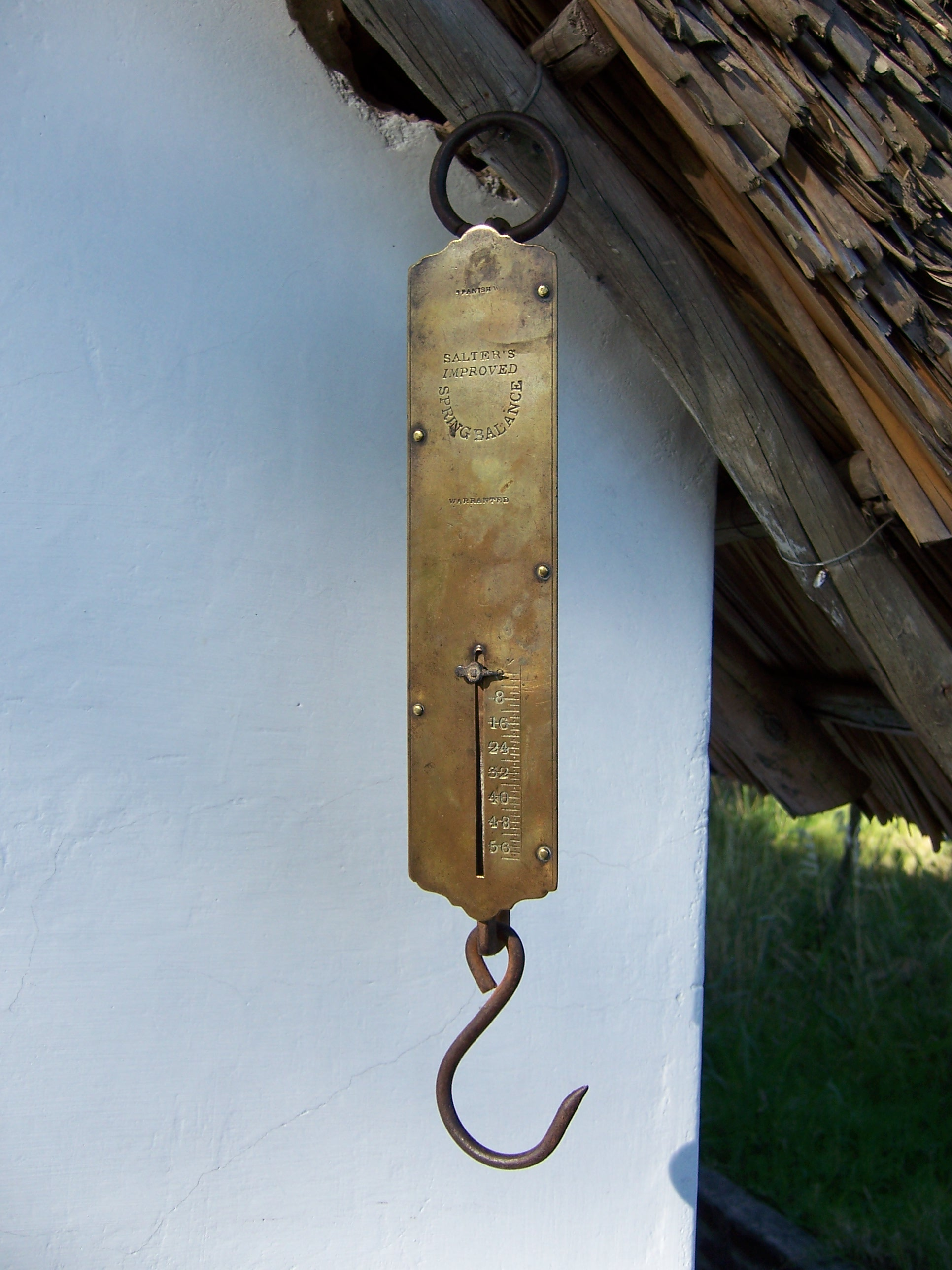
Una bilancia a dinamometro può misurare la forza peso da qualunque direzione

Un notevole aumento nella precisione della misura si ottiene accertandosi che il fulcro del braccio sia in condizioni di attrito minimo (uno spigolo a lama di coltello è la soluzione più usata), e avendo sul braccio stesso un indicatore che mostri la deviazione della posizione di equilibrio, e per ultimo utilizzando il principio della leva che consente l'aggiunta di pesi frazionari tramite il semplice movimento di un piccolo peso lungo il braccio, come sopra descritto.
Ci sono bilance che misurano il peso, cioè la forza prodotta dalla massa in un campo gravitazionale, e non la massa, la quale invece non è dipendente dalla forza di gravità. La massa è normalmente espressa in grammi, chilogrammi, libbre, once.
La struttura originale di una bilancia consiste in un braccio con un fulcro al centro. Onde ottenere una precisione maggiore, minimizzando l'attrito, il fulcro consiste in un profilo a lama a forma di V dove si innesta un profilo a V complementare. Per determinare la massa di un oggetto, si posizionano in un piatto una serie di pesi di riferimento, e nell'altro piatto il peso incognito.
Per scongiurare l'utilizzo di pesi di riferimento eccessivamente grandi, viene utilizzato un braccio con fulcro non posizionato al proprio centro. Una bilancia con punto di fulcro fuori centro può essere precisa quasi quanto una bilancia con fulcro centrale, ma la sua costruzione richiede una precisione ancora maggiore. Per ricercare l'equilibrio perfetto, invece che utilizzare pesi di dimensioni infinitesime, si utilizza un cursore che possa liberamente scorrere lungo il braccio, sopra una scala graduata. L'interferenza di questo peso nel sistema di misura consente la determinazione dell'ulteriore massa necessaria al perfetto equilibrio del braccio.
Talune bilance hanno una precisione superiore ad 1/10000 della loro portata massima.

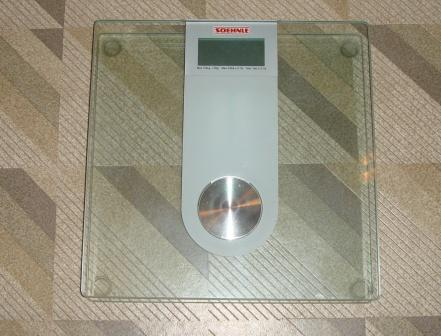
Bilancia pesapersone digitale

Nel peso di oggetti particolarmente ingombranti si utilizza una piattaforma "flottante" su un sistema di leve che moltiplichi la forza verso un sistema rotante. Ciò consente la trasmissione di una forza inferiore e l'utilizzo di un braccio ragionevolmente più piccolo. Tale disegno si può notare nelle "bilance portatili" con portata da 500 g a 500 kg, normalmente utilizzate ovunque non vi sia disponibilità di energia elettrica nonché nelle bilance pesa-persone semi-meccaniche. Il leveraggio addizionale rende però più complessa la calibrazione e riduce la precisione.
I sistemi meccanici più costosi mostrano direttamente su un display numerico il valore del peso, unendo, tramite un design ibrido, i vantaggi di una meccanica più semplice con una lettura più facile ed immediata.

### Dinamometro
Il dinamometro non misura la massa, ma la massa per l'accelerazione gravitazionale cioè la forza peso, per cui non misura una grandezza fondamentale, ma derivata.
Bilance quali le Jolly (il cui nome deriva da Philipp von Jolly, inventore della bilancia nel 1874) utilizzano una molla avente una costante elastica nota (vedi Legge di Hooke) e misurano l'allungamento della molla stessa causato dalla forza che le viene impressa. La forza, che può provenire da qualunque direzione e meccanismo, fornisce una stima della equivalente forza di gravità applicata dall'oggetto. L'oggetto della misura viene fissato alla molla usando un gancio e questo sistema viene spesso utilizzato per convertire un movimento lineare in una equivalente lettura numerica.
I dinamometri misurano tipicamente una forza, che è espressa in unità di forza quali il newton.
I dinamometri non hanno un utilizzo su scala commerciale dato che le molle devono avere una compensazione in temperatura oppure devono venire utilizzate a temperatura costante. I dinamometri destinati all'uso commerciale sono calibrati per fornire una misura estremamente precisa solamente nell'ambiente in cui verranno usati.

### Bilancia a torsione
La deflessione di un braccio di misura può essere misurata usando un estensimetro, la cui resistenza elettrica varia in funzione della lunghezza. La portata di questi dispositivi è determinata dalla resistenza alla torsione offerta dal braccio; l'installazione di accessori supplementari ne permette l'utilizzo in una grande varietà di applicazioni, fino alla pesatura di oggetti di massa elevata, quali camion o impalcature, come nei moderni ponti di pesatura.

### Bilancia idraulica o pneumatica
È consuetudine, nei sistemi ad alta capacità di pesatura, utilizzare bilance a gru aventi un sensore idraulico sensibile al peso. La forza di riferimento viene applicata ad un pistone o ad un diaframma attraverso una linea idraulica fino ad un quadro di misura tarato sulla pressione Bourdon (vedi effetto Bourdon) del tubo o sul valore elettrico trasmesso da un sensore.

### Bilancia analitica

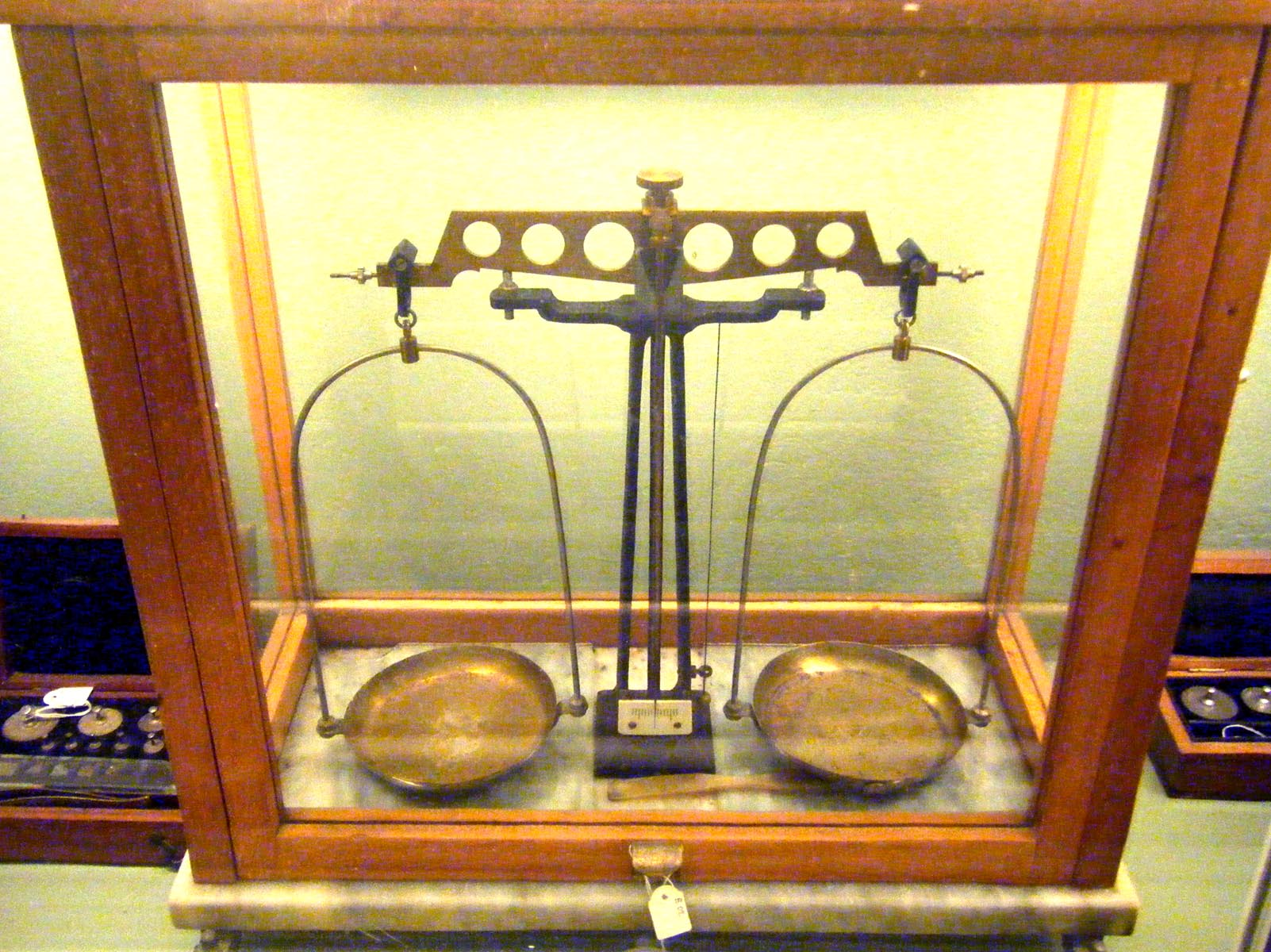
Bilancia per uso scientifico della fine del 1800

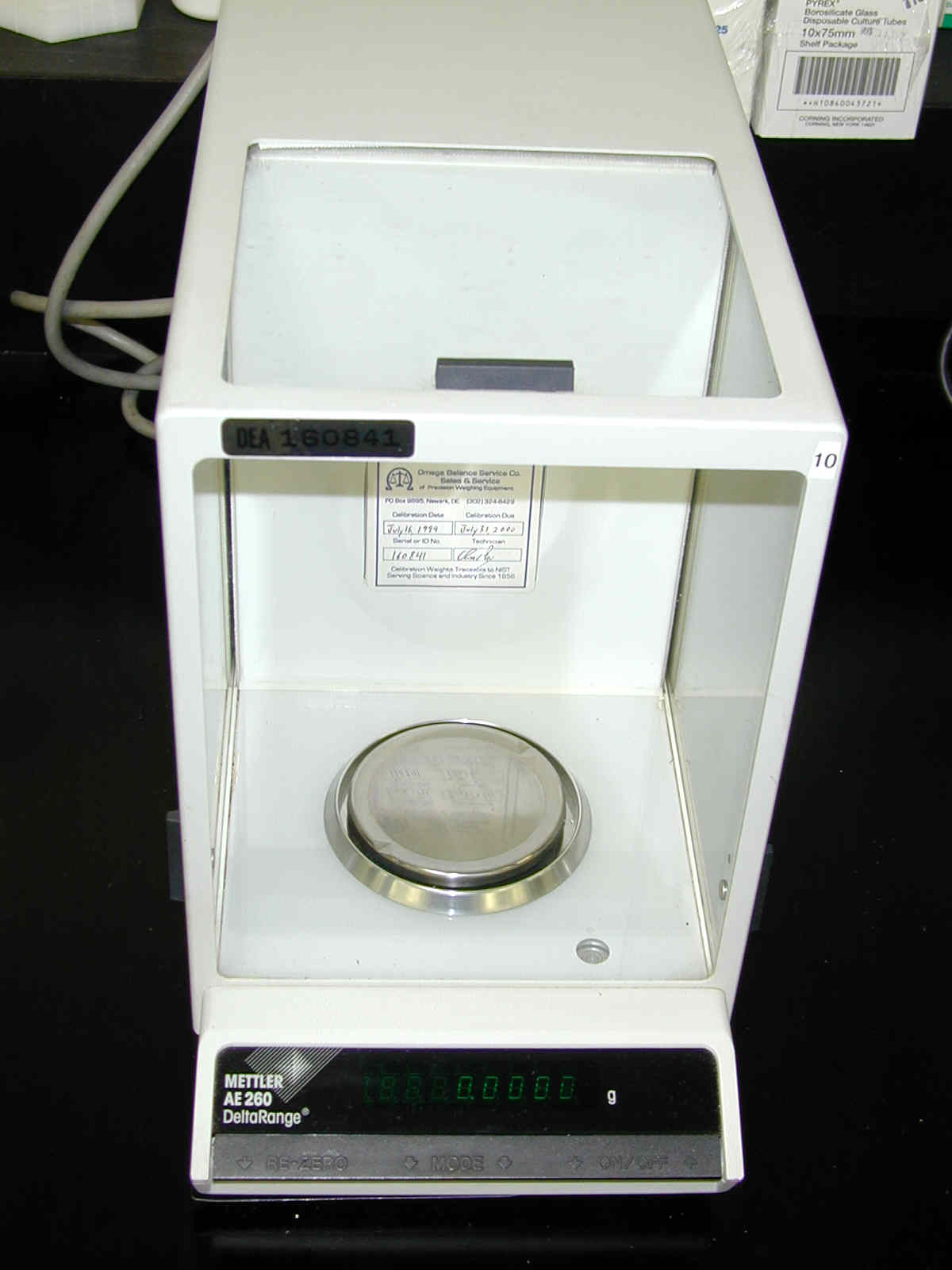
Bilancia analitica digitale Mettler Toledo, precisione 0,1 mg

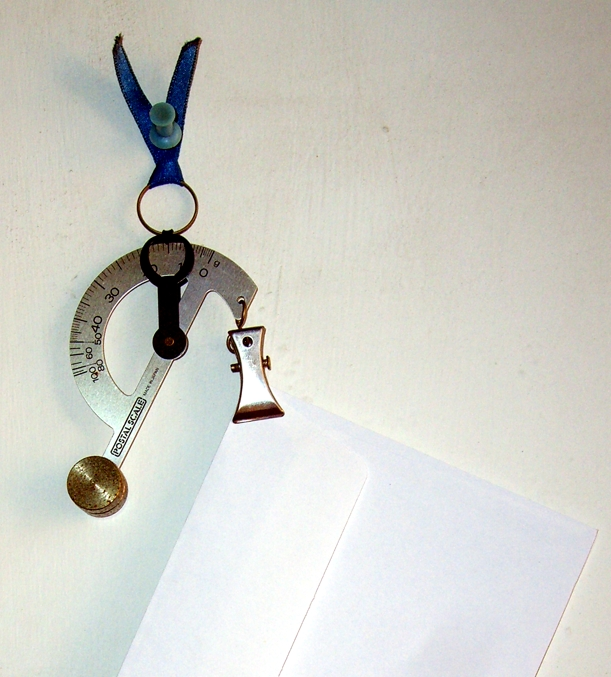
Bilancia a contrappeso fisso, per piccoli oggetti fino a 100 g

La bilancia analitica è uno strumento di misura della massa avente un elevato grado di precisione. Il piatto di misura (stante la precisione di 0.1 mg e oltre) è racchiuso in un recipiente trasparente fornito di aperture, dove la polvere non possa entrare e fare in modo che le correnti d'aria della stanza non falsino il delicato meccanismo e quindi la misura. Inoltre l'oggetto della misura deve trovarsi a temperatura ambiente, affinché non sussistano correnti convettive interne al recipiente, che possano dare una misura errata.
Una precisione simile viene raggiunta mantenendo costante il carico sul bilanciere e sottraendo masse dallo stesso lato del peso incognito, invece che aumentarle. L'equilibrio finale si ottiene usando la forza di una molla molto piccola invece che sottraendo una quantità di massa prefissata.

### Bilancia tecnica
Per bilancia tecnica si intende una bilancia da laboratorio con risoluzione massima definita in 0,01g. Oltre questa risoluzione infatti le bilance vengono definite analitiche. Nel laboratorio chimico sono molto diffuse le bilance tecniche elettroniche con varie risoluzioni in funzione della loro portata; le più comuni sono le bilance (portata/risoluzione) da 6000g /0,1g, 4000g/0,01g e 600g/0,001. Le bilance tecniche in funzione della portata e della risoluzione, possono avere principalmente due tipi di celle di carico: a compensazione elettromagnetica o ad estensimetri.

### Da supermercato o da commerciante
Una bilancia da supermercato o da commerciante viene utilizzata nei panifici, nei pastifici, nei prodotti ittici, nelle macellerie e in tutte le produzioni simili.
Le bilance da supermercato possono stampare etichette e ricevute (in ortofrutta specialmente), evidenziare il rapporto prezzo/peso, unità di costo o prezzo parziale, prezzo totale e sovente anche la tara.
Le bilance da supermercato misurano la forza peso perché si basano sulla misurazione della deformazione di cristalli sottoposti a accorciamento quindi effettuano una misura indiretta della massa.
Alcune tra le bilance da supermercato più moderne consentono la stampa di etichette RFID utilizzate nell'identificazione o tracking dell'articolo, prevenendo contraffazioni o manomissioni. Spesso questa tipologia di bilance contiene un sistema di calibrazione sigillato, che fornirà una misura sempre corretta e immune alle contraffazioni.

## Fonti di errore
Ecco alcune fonti potenziali di errore nei sistemi di misura del peso:
- Spinta dell'aria, causata dal fatto che un oggetto di una certa dimensione occupa una determinata porzione di aria, la cui entità va determinata e calcolata. Bilance ad alta precisione spesso operano nel vuoto.
- Errate masse di riferimento (usate per ingannare la misura).
- Raffiche d'aria, anche se di piccola entità, possono aumentare o abbassare il peso rilevato.
- L'attrito di tutte le parti in movimento che ostacola il raggiungimento dell'equilibrio.
- La polvere statica, che contribuisce al peso.
- Scala non calibrata o mal-calibrata. La calibrazione dei circuiti elettronici tende alla deriva nel corso del tempo, o a causa della variazione di temperatura.
- Allineamento approssimato delle parti meccaniche, ad esempio:
  - Il fulcro che viene agganciato da un sistema quadrato-quadrato invece che un cerchio-punto (usato per ingannare la misura).
  - Accorciando il braccio spostando la catena dal piatto al bilanciere (usato per ingannare la misura).
- Disallineamenti meccanici causati da dilatazione o contrazione termica dei componenti la bilancia.
- L'azione del campo magnetico terrestre sui componenti metallici della bilancia.
- L'azione di campi magnetici sulle parti metalliche della bilancia, originati sia da magneti, sia dal percorso della corrente elettrica nei cavi.
  - Ad esempio posizionando un magnete sotto l'oggetto di massa incognita (metodo usato per ingannare la misura).
- Disturbi magnetici verso bobine ed altri sensori.
- Forze indotte da campi elettrici, ad esempio dovuti allo sfregamento delle scarpe sul terreno in una giornata particolarmente secca.
- Reazione chimica tra l'aria e la sostanza oggetto della misura (o la bilancia stessa) sotto forma di corrosione.
- Condensa del vapore acqueo atmosferico su un corpo freddo.
- Evaporazione dell'acqua da un corpo caldo.
- Moto convettivo dell'aria da un corpo caldo o freddo.
- La rotazione terrestre sotto forma di forza di Coriolis.
- Anomalie gravitazionali (ad esempio nell'uso di una bilancia nei pressi di una catena montuosa, oppure nella mancata ricalibrazione dopo lo spostamento dello strumento da un luogo ad un altro).
- Vibrazioni o disturbi sismici. Ad esempio, la vicinanza di una strada ad alto traffico.
- Bilance posizionate su superfici troppo morbide, tappeti o moquette. (Questo effetto si può rilevare anche con una bilancia pesa-persone).

## Test e certificazioni
Ciascun Paese dispone di precise normative riguardanti la progettazione, la costruzione e l'utilizzo delle bilance commerciali.
Questo ha portato ad un arresto precoce lo sviluppo della tecnologia delle bilance, dove un nuovo brevetto deve sottostare e severe norme prima di vedere la luce. Ciononostante, una recente tecnologia chiamata "celle di carico digitali", prevede l'utilizzo di celle di "carico" contenenti convertitori analogici dedicati. Questo design ha notevolmente ridotto il problema della trasmissione di segnali dell'ordine dei 20 millivolt su dispositivi particolarmente sensibili ad interferenze.
Le leggi ed i regolamenti prevedono, da parte di personale qualificato, ispezioni periodiche tramite l'uso di sistemi di calibrazione rilasciati da laboratori certificati.
Le bilance ad uso occasionale o semplici pesa-persone possono comunque essere prodotte, ma devono riportare per legge l'etichetta con scritto "Non destinato ad un uso commerciale", onde evitare che un utilizzo improprio possa compromettere interessi commerciali in atto.
Negli Stati Uniti, ad esempio, il documento che descrive come una bilancia deve essere progettata, installata, e usata commercialmente è l'Handbook 44 del NIST.
La gravità varia dello 0.5% nei diversi angoli del pianeta, dunque la differenza tra forza peso e massa diventa rilevante nella taratura di bilance destinate ad uso commerciale. Generalmente il problema viene risolto comparando la massa con un campione conosciuto invece che misurando la forza peso indotta dalla gravità, dipendente da particolari condizioni locali.
La bilance tradizionali a doppio piatto e braccio flottante forniscono intrinsecamente una misura della massa. Invece le bilance elettroniche danno una misura della forza gravitazionale tra l'oggetto e la Terra. Si pensi ad esempio al peso dell'oggetto campione, che varia da un posto all'altro del pianeta.
Ecco che talune bilance commerciali necessitano di una calibrazione immediatamente dopo l'installazione in un determinato luogo. Tutto ciò fornisce una chiara e precisa lettura della massa di un oggetto.

## Simbolismo

La bilancia (in particolare, la bilancia a bracci) è uno dei più tradizionali simboli di giustizia; nelle rappresentazioni statuarie è sorretta spesso da una donna, personificazione della Giustizia, secondo una simbologia comune anche alle rappresentazioni delle dee Giustizia e Diche in epoca romana. Questo simbolismo corrisponde all'uso della metafora sul mantenere "uguali pesi e uguali misure".